# Aphaniosoma impudens
Aphaniosoma impudens är en tvåvingeart som beskrevs av Ebejer 1998. Aphaniosoma impudens ingår i släktet Aphaniosoma och familjen gulflugor. Inga underarter finns listade i Catalogue of Life.